# Margit (inslagkrater)
Margit is een inslagkrater op de planeet Venus. Margit werd in 1985 genoemd naar Margit, een Hongaarse meisjesnaam.
De krater heeft een diameter van 14 kilometer en bevindt zich in het quadrangle Metis Mons (V-6).